# Tim Hunt
Pour les articles homonymes, voir Hunt.
Sir Richard Timothy Hunt ou Tim Hunt (né le 19 février 1943 à Neston in the Wirral, près de Liverpool) est un biochimiste britannique. Conjointement avec Sir Paul M. Nurse et Leland H. Hartwell il reçut le prix Nobel de physiologie ou médecine en 2001 pour ses travaux sur la régulation du cycle cellulaire par les cyclines et les protéine-kinases cycline-dépendantes (Cdk).

## Biographie
Après avoir fréquenté la Dragon School et à la Magdalen College School à Oxford, Sir Tim Hunt obtient en 1968 son Ph.D. au Clare College de l'université de Cambridge. En été 1982, alors qu'il travaillait au Laboratoire de biologie marine à Woods Hole, dans le Massachusetts, Sir Tim Hunt a fait la plus importante de ses trouvailles : en étudiant le cycle cellulaire des œufs de l'oursin Arbacia punctulata, il découvrit les cyclines. Sir Tim Hunt démontra que les niveaux de ces protéines augmentaient dans l'œuf du moment de sa fécondation à l'interphase, pour chuter fortement lors de la mitose et de la division cellulaire, avant de remonter à nouveau lors de l'interphase des cellules filles, et ainsi de suite, cycliquement. Il trouva aussi que ces protéines jouaient un rôle dans la régulation du cycle cellulaire non seulement chez les échinodermes, mais également chez les vertébrés. Par la suite, lui et d'autres ont démontré que les cyclines se lient et activent une famille de protéines régulatrices dénommées actuellement les protéine-kinases cycline-dépendantes (ou Cdk, d'après l'abréviation anglophone de cycline-dependant kinases), dont une en particulier vit son rôle crucial dans la régulation du cycle cellulaire démontré par Paul Nurse.
Dès 1991 Sir Tim Hunt a travaillé à l'Imperial Cancer Research Fund (aujourd'hui le Cancer Research UK, London Research Institute, en Grande-Bretagne). En 1991 il devint membre de la Royal Society, puis en 1999 membre de la National Academy of Sciences des États-Unis. En 2006, Sir Tim Hunt a été fait chevalier par la reine Élisabeth II pour ses services à la science.
En juin 2015, Tim Hunt quitte son poste de professeur honoraire à l'University College de Londres après une polémique déclenchée par des propos présentés comme sexistes émis lors d'une conférence en Corée du Sud. Dans un premier temps, Tim Hunt s'excuse de la maladresse de la forme de ses propos en en maintenant le fond,. Par la suite, lui-même et plusieurs médias plaident l'humour et une autodérision mal comprise, en soulignant que la suite omise de ses propos où il invitait les femmes à être scientifiques iraient à l'encontre des accusations de sexisme,,,.